# 베켄리트
베켄리트(독일어: Beckenried)는 스위스 니트발덴주의 자치체이다.

## 역사
베크리드가 된 최초의 정착민은 2000년 전에 이 지역으로 이주한 알레만니족 출신이었다. 중세 시대에 이 지역은 엥겔베르그 수도원, 무르바흐-루체른, 스위스 슈타이넨이 공유한 광대한 영지의 일부였다. 마을에 있는 두 개의 타워 하우스(이름: Retschrieden 및 Isenringen)는 13세기에 두 지역의 영향력 있는 가족을 위해 지어졌다. 1262년에 이 마을은 인근 목초지에 대한 협정에 언급되어 있다. 1314년에는 Beggenriet으로 언급된다.

## 지리

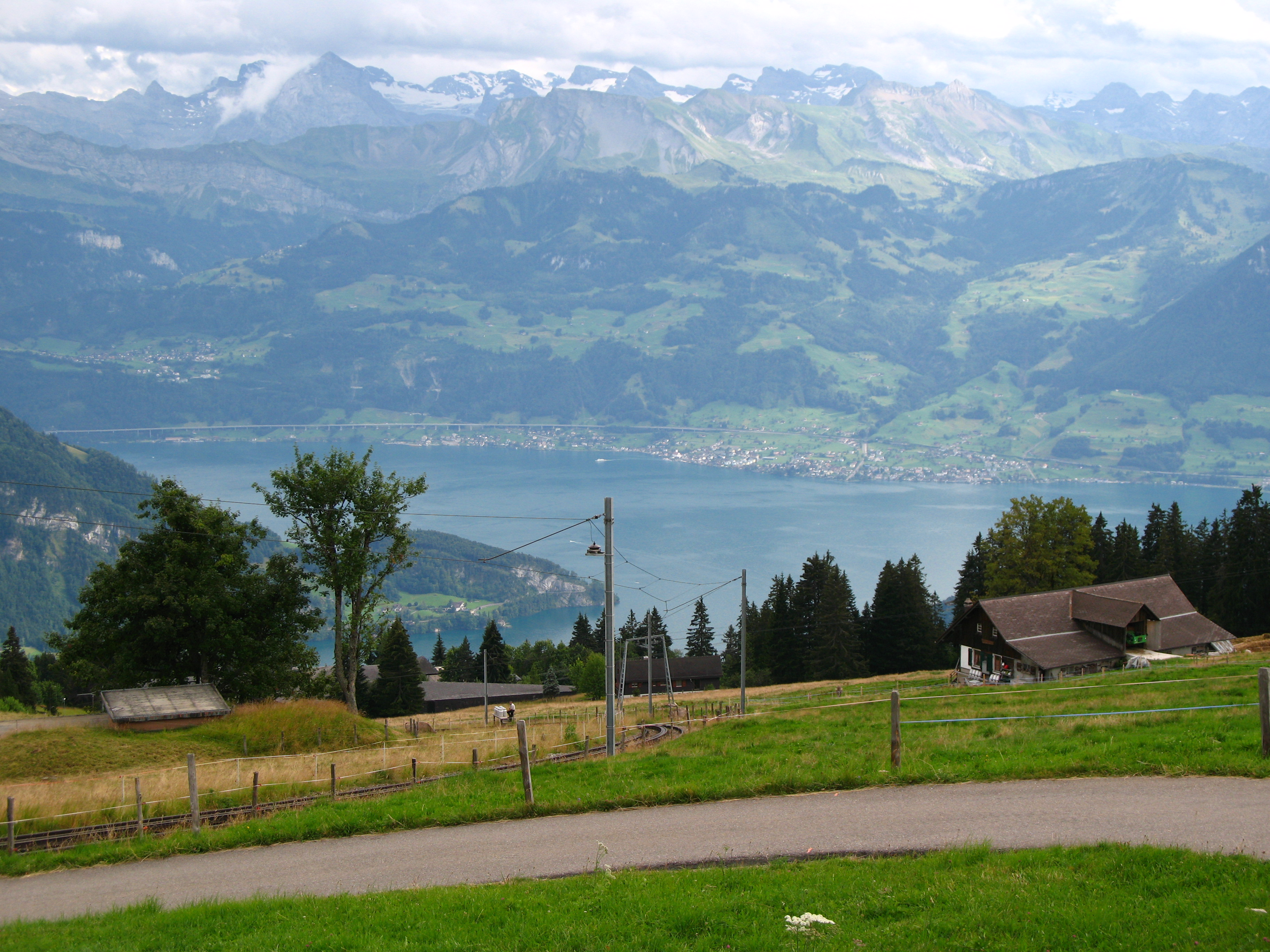
호수 너머에서 본 베켄리트

2004년 9월 조사 기준, 베켄리트의 면적은 24.23k㎡이다. 이 지역 중 약 48.7%가 농업용으로 사용되고 37.3%는 산림이다. 나머지 토지 중 6.1%는 정착지(건물 또는 도로)이고 7.9%는 비생산적인 토지이다. 2004/09 조사에서 총 78ha 또는 전체 면적의 약 3.2%가 건물로 덮여 있었는데, 이는 1981년에 비해 25ha가 증가한 것이다. 농경지 중 6ha는 과수원과 포도원으로 사용되고 432ha는 들판과 초원이며, 841ha는 고산 목초지로 구성되어 있다. 1981년 이래로 농경지는 30ha가 감소했고, 산림 면적은 21ha가 증가했다. 강과 호수는 시정촌에서 9ha를 차지한다.
시정촌은 루체른 호수 기슭을 따라 선형으로 자리잡은 마을이다. 그것은 오버도르프, 니더도르프, 도르프로 알려진 구간과 함께 베켄리트 마을로 구성된다.
베켄리트-게르자우 자동차 페리는 니더도르프 터미널과 루체른 호수 맞은편 강둑에 있는 게르자우를 연결한다.

## 인구통계

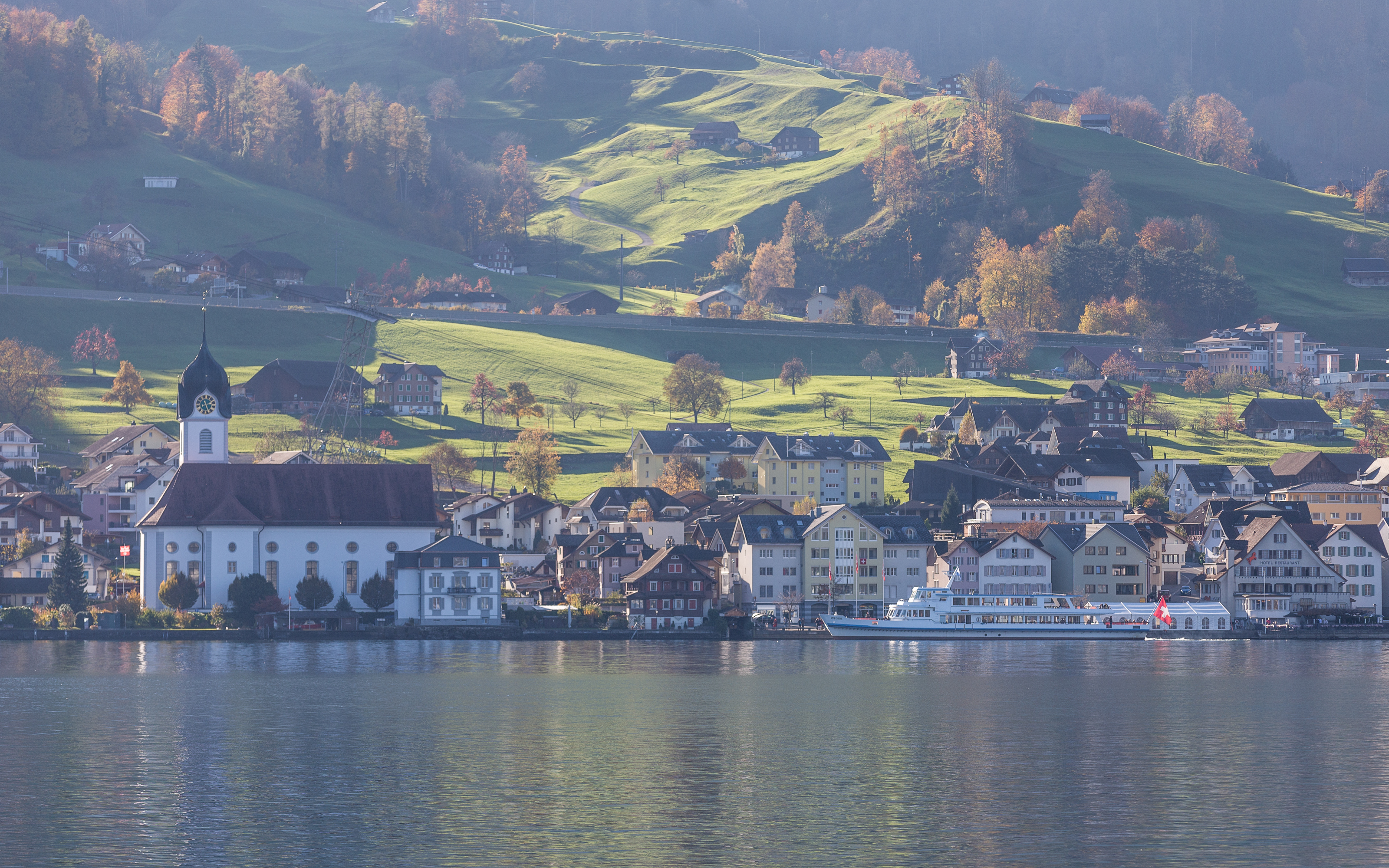
11월 초 베켄리트 호반

2020년 12월 기준, 베켄리트의 인구는 3,742명이다. 2015년 기준으로 인구의 12.6%가 거주 외국인이며, 그중 소수(전체 인구의 5.1% 또는 182)가 독일에서 태어났다. 2010년부터 2015년까지 지난 5년 동안 인구는 6.88%의 비율로 변화했다. 2015년 시정촌의 출생률은 12.3명, 사망률은 인구 1,000명당 6.3명이었다.
2015년 기준으로 아동·청소년(0~19세) 인구가 20.7%, 성인(20~64세)이 61.7%, 노인(64세 이상)이 17.6%를 차지한다. 2015년에는 1,525명의 독신 거주자, 1,582명의 기혼 또는 동거인, 173명의 미망인, 264명의 이혼한 거주자가 있었다.
2015년 베켄리트에는 1,541개의 개인 가구가 있었고 평균 가구 규모는 2.27명이었다. 2015년에 지자체의 모든 건물 중 약 34.8%가 단독 주택이었다. 2000년 기준 721채의 시정촌 주거동 중 단독주택이 약 40.5%, 다가구주택이 39.3%를 차지하고 있다. 또한 1919년 이전에 건설된 건물의 약 27.5%, 1991년에서 2000년 사이에 14.3%가 건설되었다. 2014년 인구 1,000명당 신규 주택 건설 비율은 10.14개였다. 2016년 시정촌 공실률은 0.48%였다.
2000년 기준, 인구 대부분은 독일어(95.3%)를 사용하며, 영어가 두 번째로 많이 사용(1.0%)하고, 세르보-크로아티아어가 세 번째(0.8%)이다.
역사적 인구는 다음 차트에 나와 있다.

## 명소
베켄리트의 주요 명소는 성 하인리히 교회와 묘지 예배당, 리들리 예배당, 성 안나 예배당, 클레벤 예배당, 재미있는 박람회(Älplerkilbi) 및 성 니콜라스 시장이다. 베켄리트의 도시 마을과 리들리의 작은 마을은 모두 스위스 유산 목록의 일부이다.
베켄리트에서 출발하여 스위스 중부에서 가장 긴 케이블카는 겨울과 여름에 주요 휴양지인 클레벤알프(Klewenalp)까지 관광객을 데려온다.

## 경제
베켄리트는 교외 커뮤니티로 분류된다.
2014년 기준으로 시정촌에 고용된 사람은 총 1,167명이다. 이 중 총 158명이 1차 경제 부문의 49개 사업체에서 일했다. 2 차 부문은 42개의 별도 사업에 258명의 근로자를 고용했으며, 그중 6개 사업체에서 총 147명의 근로자를 고용했다. 마지막으로, 3차 부문은 174개 기업에서 751개의 일자리를 제공했다. 2015년에는 전체 인구의 10.1%가 사회부조를 받았다.
2011년에 지방 자치 단체의 실업률은 0.6%였다.
2015년 국내 호텔은 총 27,293건의 숙박을 했으며, 그중 35.4%가 해외 방문객이었다. 2015년에는 198석의 영화관이 시정촌에 1개 있었다.
2015년 기준 CHF 80,000를 버는 두 자녀를 둔 부부의 시 평균 세율은 3.2%인 반면, CHF 150,000를 버는 1인의 세율은 11.2%로, 둘 다 캐나다 평균에 가깝다. 주. 캔톤은 CHF 80,000을 만드는 사람들의 평균 세율보다 약간 낮고 CHF 150,000을 만드는 사람들의 가장 낮은 세율 중 하나이다. 2013년에 납세자 1인당 시정촌 평균 소득은 CHF 84,038이고 1인당 평균 소득은 CHF 38,483로 각 주 평균 CHF 98,342 및 CHF 46,206보다 낮다. 대조적으로, 국가 납세자 평균은 CHF 82,682인 반면 1인당 평균은 CHF 35,825이다.

## 정치
2015년 연방 선거에서 후보를 출마한 유일한 주요 정당은 83.9%의 득표율을 기록한 SVP였다. 이번 연방 총선에서는 총 1,492표가 투표율 58.8%를 기록했다.
2011년 연방 선거에서 가장 인기 있는 정당은 SVP가 48.1%, FDP가 34.1%, GPS가 17.8%로 뒤를 이었다.
2007년 연방선거에서 가장 인기 있는 정당은 87.7%의 득표율을 기록한 FDP였다. 다음으로 가장 인기 있는 세 정당은 지역 소규모 좌익 정당(10.9%), 포괄 기타 범주(1.4%) 및 CVP (0.1%)였다.

## 교육
베켄리트에서는 인구의 약 75.2%(25-64세)가 비필수 고등교육 또는 추가 고등교육(대학 또는 응용학문대학)을 완료했다.

## 교통
베켄리트는 A2 고속도로까지 고속도로로 연결되어 있다. 또한 베켄리트에서 게르자우로 가는 자동차 페리와 뤼테넨의 작은 선적 센터인 보트 항구가 있다. 커뮤니티는 포스트버스 노선 렌더파크 - 슈탄스(기차역) - 제리스베르크 및 슈탄스(기차역) - 알트도르프, 텔덴크말 버스 노선을 통해 대중교통망과 연결된다. 베켄리트는 루체른 플뤼엘렌 및 플뤼엘렌 – 알프나흐슈타트 노선의 SGV가 정차하는 곳이기도 하다.